# Tex-Mex

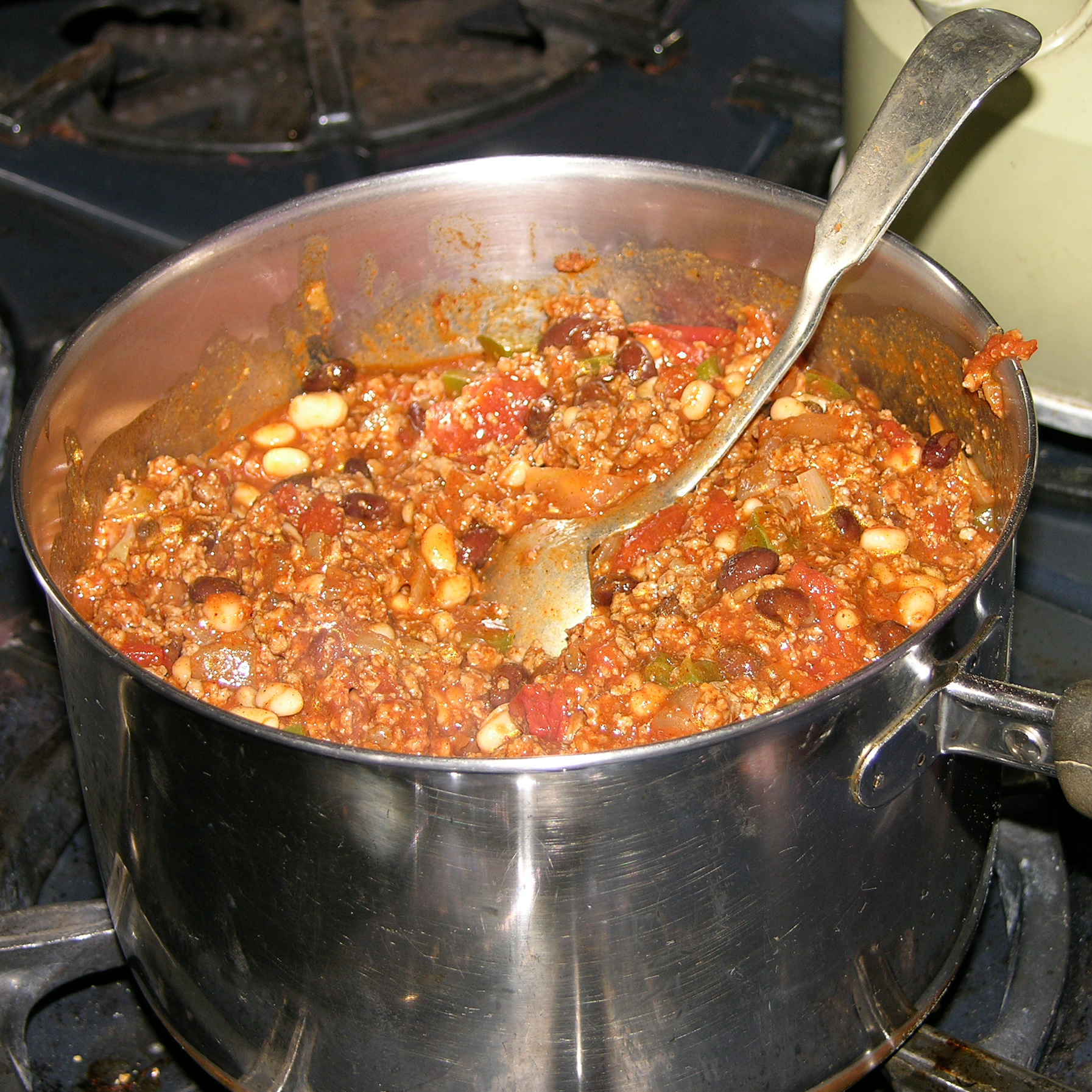
Chili con carne je typický pokrm Tex-Mex

Tex-Mex (složenina z anglických slov Texan a Mexican) je název popisující jídla vycházející z americké a mexické kuchyně. Kuchyně Tex-Mex je populární na jihozápadě Spojených států, především v jižním Texasu. Kuchyně je velmi odlišná od kuchyně jihozápadních států jako Arizona, Nové Mexiko, Colorado a Utah. Zde je preferována novomexická kuchyně.[zdroj⁠?!]

## Charakteristika
Pokrmy této kuchyně sestávají především z fazolí, hovězího masa, taveného nebo strouhaného sýra a rajčat, jsou hojně kořeněná především chilli papričkami, ale také oreganem a římským kmínem. Nejobvyklejší přílohou jsou kukuřičné tortilly v mexickém stylu. Od tradiční mexické kuchyně se Tex-Mex kuchyně odlišuje výběrem některých surovin, jako je sýr, hovězí maso nebo římský kmín, chybí v ní naopak rýže, avokádo nebo kukuřičné tamales, Typickými pokrmy Tex-Mex kuchyně jsou chili con carne či burrito.